# Синпу
Синпу (新浦) град је у Кини у покрајини Ђангсу. Према процени из 2009. у граду је живело 468.257 становника.

## Становништво
Према процени, у граду је 2009. живело 468.257 становника.
| 1990.   | 2000.   | 2009    |
| ------- | ------- | ------- |
| 181.112 | 307.989 | 468.257 |